# Persone di cognome MacDonald
| Questa pagina contiene informazioni ricavate automaticamente dalle voci biografiche con l'ausilio del template Bio e di un bot. L'aggiornamento è periodico e automatico e ricostruisce completamente la pagina. Se manca una persona in questa lista, sei pregato di non aggiungerla, ma accertati piuttosto che la sua voce biografica contenga il template Bio e che i dati anagrafici siano correttamente compilati. Se il template Bio manca, inseriscilo tu stesso o, in alternativa, metti l'avviso {{tmp\|Bio}} che ne segnala la mancanza. Se i dati riportati sono sbagliati, correggi direttamente la voce biografica; le modifiche saranno visibili in questa lista entro pochi giorni. Per chiarimenti vedi il progetto antroponimi. La lista contiene solo le 58 persone che sono citate nell'enciclopedia e per le quali è stato implementato correttamente il template Bio. Pagina aggiornata al 23 giu 2025. |

Questa è una lista di persone presenti nell'enciclopedia che hanno il cognome MacDonald, suddivise per attività principale.

## Allenatori di calcio(2)
- Kevin MacDonald, allenatore di calcio e ex calciatore scozzese (Inverness, n. 1960)
- Malcolm MacDonald, allenatore di calcio e calciatore scozzese (Glasgow, n. 1913 - Adrossan, † 1999)

## Allenatori di football americano(1)
- Andy MacDonald, allenatore di football americano statunitense (Flint, n. 1930 - Ludington, † 1985)

## Allenatori di hockey su ghiaccio(1)
- Parker MacDonald, allenatore di hockey su ghiaccio e hockeista su ghiaccio canadese (Sydney, n. 1933 - † 2017)

## Artisti marziali misti(1)
- Rory MacDonald, artista marziale misto canadese (Quesnel, n. 1989)

## Attori(5)
- Donald MacDonald, attore e regista statunitense (n. 1886 - Los Angeles, † 1972)
- Ian MacDonald, attore statunitense (Great Falls, n. 1914 - Bozeman, † 1978)
- J. Farrell MacDonald, attore e regista statunitense (Waterbury, n. 1875 - Los Angeles, † 1952)
- Scott MacDonald, attore e doppiatore statunitense (n. 1959)
- Wallace MacDonald, attore e produttore cinematografico canadese (Mulgrave, n. 1891 - Santa Barbara, † 1978)

## Attrici(4)
- Allie MacDonald, attrice canadese (Canada, n. 1988)
- Katherine MacDonald, attrice e produttore cinematografico statunitense (Pittsburgh, n. 1881 - Santa Barbara, † 1956)
- Sona MacDonald, attrice austriaca (Vienna, n. 1961)
- Blossom Rock, attrice statunitense (Filadelfia, n. 1895 - Los Angeles, † 1978)

## Aviatori(1)
- William Myron MacDonald, aviatore canadese (Connecticut, n. 1890 - San Diego, † 1958)

## Avventurieri(1)
- Ranald MacDonald, avventuriero, insegnante e esploratore statunitense (Astoria, n. 1824 - Washington, † 1894)

## Calciatori(7)
- Alex MacDonald, calciatore inglese (Warrington, n. 1990)
- Angus MacDonald, calciatore inglese (Winchester, n. 1992)
- Jamie MacDonald, calciatore scozzese (Broxburn, n. 1986)
- Peter MacDonald, ex calciatore scozzese (Glasgow, n. 1980)
- Shaun MacDonald, calciatore gallese (Swansea, n. 1988)
- Taylor MacDonald, calciatore americo-verginiano (Christiansted, n. 1992)
- Taylor MacDonald, ex calciatore americo-verginiano (Port of Spain, n. 1957)

## Canoisti(1)
- Paul MacDonald, ex canoista neozelandese (n. 1960)

## Canottieri(1)
- Matt MacDonald, canottiere neozelandese (Wellington, n. 1999)

## Cantanti(2)
- Jeanette MacDonald, cantante e attrice statunitense (Filadelfia, n. 1903 - Houston, † 1965)
- Lydia MacDonald, cantante britannica (Edimburgo, n. 1923 - Edimburgo, † 1998)

## Direttori della fotografia(1)
- Joseph MacDonald, direttore della fotografia statunitense (Città del Messico, n. 1906 - Woodland Hills, † 1968)

## Doppiatori(1)
- James MacDonald, doppiatore britannico (Dundee, n. 1906 - Glendale, † 1991)

## Generali(1)
- Hector MacDonald, generale britannico (Dingwall, n. 1853 - Parigi, † 1903)

## Giocatrici di curling(1)
- Fiona MacDonald, ex giocatrice di curling britannica (Paisley, n. 1974)

## Hockeisti su ghiaccio(1)
- Lowell MacDonald, ex hockeista su ghiaccio canadese (New Glasgow, n. 1941)

## Lottatori(1)
- Archie MacDonald, lottatore britannico (Saasaig, n. 1895 - Inverness, † 1965)

## Maratoneti(1)
- Ronald MacDonald, maratoneta canadese (Antigonish, n. 1874 - † 1947)

## Militari(2)
- Charles H. MacDonald, militare e aviatore statunitense (Dubois, n. 1914 - † 2002)
- Claude Maxwell MacDonald, ufficiale e diplomatico britannico (Morar, n. 1852 - Londra, † 1915)

## Numismatici(1)
- George MacDonald, numismatico e archeologo britannico (Elgin, n. 1862 - Edimburgo, † 1940)

## Nuotatori(1)
- Gary MacDonald, ex nuotatore canadese (Mission, n. 1953)

## Patriote(1)
- Flora MacDonald, patriota britannica (n. 1722 - † 1790)

## Percussionisti(1)
- Ralph MacDonald, percussionista, arrangiatore e produttore discografico statunitense (New York, n. 1944 - Stamford, † 2011)

## Pittori(1)
- Thomas Reid MacDonald, pittore canadese (Montréal, n. 1908 - Parigi, † 1978)

## Politiche(1)
- Flora MacDonald, politica canadese (North Sydney, n. 1926 - Ottawa, † 2015)

## Politici(1)
- Ramsay MacDonald, politico britannico (Lossiemouth, n. 1866 - Oceano Pacifico, † 1937)

## Produttrici cinematografiche(1)
- Laurie MacDonald, produttrice cinematografica statunitense (Watsonville, n. 1954)

## Registi(3)
- David MacDonald, regista, sceneggiatore e produttore cinematografico britannico (Helensburgh, n. 1904 - Londra, † 1983)
- Peter MacDonald, regista e produttore cinematografico britannico (Londra, n. 1939)
- Sherwood MacDonald, regista, sceneggiatore e produttore cinematografico statunitense (New York, n. 1880 - Canoga Park, † 1968)

## Rugbisti a 15(1)
- Leon MacDonald, ex rugbista a 15 e allenatore di rugby a 15 neozelandese (Blenheim, n. 1977)

## Scrittori(3)
- George MacDonald, scrittore e poeta scozzese (Huntly, n. 1824 - Ashtead, † 1905)
- John D. MacDonald, scrittore statunitense (Sharon, n. 1916 - Milwaukee, † 1986)
- Philip MacDonald, scrittore britannico (Londra, n. 1900 - Woodland Hills, † 1980)

## Scrittrici(1)
- Ann-Marie MacDonald, scrittrice, attrice e librettista canadese (Baden-Baden, n. 1958)

## Stilisti(1)
- Julien MacDonald, stilista gallese (Merthyr Tydfil, n. 1971)

## Tennisti(1)
- Malcolm MacDonald, tennista statunitense (Detroit, n. 1865 - St. Louis, † 1921)

## Triplisti(1)
- Garfield MacDonald, triplista, lunghista e altista canadese (Lower South River, n. 1881 - Camden, † 1951)

## Tuffatrici(1)
- Irene MacDonald, tuffatrice canadese (Hamilton, n. 1933 - Delta, † 2002)

## Velociste(1)
- Linsey MacDonald, ex velocista britannica (Dunfermline, n. 1964)

## Velocisti(1)
- Oliver MacDonald, velocista statunitense (Paterson, n. 1904 - Flemington, † 1973)